# Max von Hausen

Max von Hausen

Max Clemens Lothar Freiherr von Hausen (17 tháng 12 năm 1846 – 19 tháng 3 năm 1922) là một chỉ huy quân đội Đức trong giai đoạn đầu của cuộc Chiến tranh thế giới thứ nhất.

## Đầu đời
Sinh ra trong một gia đình có truyền thống quân sự, Hausen đã gia nhập quân đội Sachsen và tham chiến chống Phổ trong cuộc Chiến tranh Áo-Phổ vào năm 1866. Sau cuộc chiến tranh này, Sachsen liên minh với Phổ và trở thành một phần của Đế quốc Đức khi đế quốc này được thành lập vào năm 1871. Hausen đã tham gia trong cuộc Chiến tranh Pháp-Đức (1870 – 1871) với cương vị là một sĩ quan bộ binh Jäger. Kể từ năm 1871 cho đến năm 1874, Hausen giảng dạy tại Học viện Quân sự Phổ ở Berlin và từ năm 1875 cho đến năm 1887, ông phục vụ trong Bộ Tổng tham mưu. Ông chỉ huy Sư đoàn số 32 (số 3 của Vương quốc Sachsen) từ năm 1900 cho đến năm 1902 và giữ chức vụ Bộ trưởng Chiến tranh của Vương quốc Sachsen từ năm 1902 cho đến năm 1914.

## Chiến tranh thế giới thứ nhất
Trong cuộc tổng động viên vào tháng 8 năm 1914, Quân đội Hoàng gia Sachsen trở thành Tập đoàn quân số 3 của Đức, và Hausen nhậm chức Tư lệnh của tập đoàn quân này. Dưới sự chỉ huy của ông, Tập đoàn quân số 3 đã tham gia trong Trận Biên giới Bắc Pháp, đặc biệt là trong các trận đánh tại Dinant và Charleroi. Khi bước tiến của Tập đoàn quân số 4 của Đức đang bị Tập đoàn quân số 4 của Pháp ngăn chặn trong trận sông Meuse vào cuối tháng 8, sự ứng chiến của các sư đoàn dưới quyền von Hausen đã buộc quân Pháp phải rút lui. Ngoài ra, ông và tập đoàn quân dưới quyền của mình cũng tàn phá Reims vào tháng 9 năm 1914. Sau cuộc triệt thoái của Tập đoàn quân số 2 trong trận sông Marne lần thứ nhất, quân của Hausen bị hở sườn và ông phải ban lệnh rút lui. Sau khi mặt trận được ổn định trên sông Aisne, vào ngày 9 tháng 9 năm 1914, do bệnh tình của Hausen, tướng Karl von Einem đã thay thế ông làm tư lệnh Tập đoàn quân số 3. Hausen không còn giữ một chức chỉ huy nào khác trong cuộc chiến, và không lâu sau khi chiến tranh kết thúc, ông từ trần vào năm 1922.